# Карлштадт (Германия)
Карлштадт (нем. Karlstadt) — город и городская община в Германии, в земле Бавария, центр района Майн-Шпессарт.
Подчинён административному округу Нижняя Франкония. Входит в состав района Майн-Шпессарт. Население составляет 14 863 человека (на 31 декабря 2010 года). Занимает площадь 98,11 км². Официальный код — 09 6 77 148.
Городская община подразделяется на 9 городских районов.

## Население
По оценке на 31 декабря 2015 года население общины Карлштадт составляет 14 808 чел. 

| Дата      | 1840 | 1871 | 1900 | 1925 | 1939 | 1950  | 1961  | 1970  | 1987  | 2011  |
| --------- | ---- | ---- | ---- | ---- | ---- | ----- | ----- | ----- | ----- | ----- |
| Население | 7252 | 7610 | 8523 | 9269 | 9686 | 13067 | 13683 | 13911 | 14584 | 14933 |

| Год       | 1960  | 1970  | 1980  | 1990  | 2000  | 2009  | 2010  | 2011  | 2012  | 2013  | 2014  | 2015  |
| --------- | ----- | ----- | ----- | ----- | ----- | ----- | ----- | ----- | ----- | ----- | ----- | ----- |
| Население | 13521 | 13921 | 13884 | 15006 | 15289 | 14919 | 14863 | 14893 | 14821 | 14810 | 14750 | 14808 |

## Известные уроженцы
- Глаубер, Иоганн Рудольф (1604 — 1670) — немецкий алхимик и аптекарь.
- Леблейн, Франц (1744 — 1810) — немецкий ботаник.